# Nicolae Dimitrescu-Maican

Generalul Nicolae Dimitrescu-Maican.

Nicolae Dimitrescu-Maican (n. 1846 – d. 1902) a fost un general român, care a îndeplinit funcția de comandant al Marinei Militare Române în trei rânduri (1874, 1877 și 1879-1888).

## Biografie
Nicolae Dimitrescu Maican s-a născut în anul 1846. El a fost primul român care a urmat studii de specialitate la Școala Navală din Brest (Franța), în perioada 1863-1865. După absolvirea cursurilor școlii franceze, a obținut gradul de sublocotenent și a mai rămas doi ani în Marina Franceză, fiind îmbarcat pe nava-școală de aplicație "Jean Bart". 
În anul 1867, s-a reîntors în România, fiind avansat în 1868 la gradul de locotenent și numit comandant al navei „România”. Este înaintat apoi la gradul de căpitan (1870) și i se  încredințează comanda navei "Ștefan cel Mare", în 1871. La data de 1 ianuarie 1874 a fost avansat la gradul de maior și numit pentru prima dată în funcția de comandant al Flotilei Române, deținând această funcție doar până la 10 decembrie 1874.
După o perioadă de trei ani în care a funcționat ca ofițer de stat major al Marinei, la data de 1 aprilie 1877, maiorul Maican a primit pentru a doua oară comanda Flotilei Române, iar apoi la 28 aprilie 1877 i s-a încredințat și comanda bateriilor de coastă de la Calafat (formate din 16 tunuri și 12 mortiere de 120 mm). În această din urmă calitate, el s-a distins, la 7 noiembrie 1877, în operațiunea de scufundare a unei grupări de nave otomane, la care a participat direct. Pentru activitatea sa, maiorul Dimitrescu Maican a fost decorat cu Ordinele "Steaua României" și "Coroana României". Și de această dată a condus Marina Militară Română o perioadă scurtă, fiind avansat la gradul de locotenent colonel în data de 1 decembrie 1877, ocazie cu care a predat comanda flotilei maiorului Ioan Murgescu.
Locotenent-colonelul Nicolae Dimitrescu-Maican revine pentru a treia oară la comanda Flotilei Române la data de 8 aprilie 1879, deținând această funcție până la 10 mai 1888, pentru o perioadă de 9 ani, care s-a dovedit a fi deosebit de fertilă pentru procesul de organizare a Flotei Maritime de Război a României, după obținerea ieșirii la mare, prin Tratatul de pace de la Berlin (1878). În cei 9 ani cât a condus Flotila Română, Nicolae Dimitrescu-Maican a fost avansat la gradul de colonel (1880) și apoi la cel de general (1886). Pentru activitatea sa de organizare a Marinei Militare Române, generalul Maican a fost supranumit "ctitorul marinei militare".
În anul 1888, viața politică românească a fost zguduită de "Cazul colonelului Maican", un scandal de corupție în care au fost implicați mai mulți generali, printre care și prefectul Poliției Capitalei, generalul Radu Mihai și care a constituit (după opinia lui Constantin Argetoianu) una dintre cauzele căderii de la putere a Guvernului Ion C. Brătianu (4). Generalul Maican a fost judecat pentru săvârșirea de acte de corupție, condamnat și degradat. A fost grațiat de către regele Carol I, care îl considera nevinovat. În restul vieții, Nicolae Dimitrescu-Maican a luptat pentru ca să i se revizuiască procesul și a obținut rejudecarea sa.
Înainte însă de rejudecarea procesului său, generalul Nicolae Dimitrescu-Maican a încetat din viață în anul 1902, la vârsta de numai 56 ani, în urma unui accident. La înmormântarea sa a participat întregul corp ofițeresc al Marinei Române în frunte cu secretarul general al Ministerului de Război.
În semn de prețuire postumă, marinarii de la conducere din timpul primului război mondial au denumit o navă capturată de la ruși cu numele generalului degradat: Nicolae Dimitrescu-Maican.